# Ramses (groupe allemand)
Pour les articles homonymes, voir Ramsès.
Ramses est un groupe allemand de rock progressif, originaire de Hanovre. 
Mené et formé par les frères Langhorst, il est durant les années 1970 un des représentants en Allemagne de l'Eurock, le rock progressif d'Europe continentale.

## Biographie
Le nom du groupe est trouvé par Peter Klage, inspiré par le pharaon Ramsès II.

## Membres
- Winfried Langhorst - claviers, chant
- Norbert Langhorst - guitare
- Reinhard Schröter - batterie, percussions
- Hans D. Klinhammer - basse
- Herbert Natho - chant

## Discographie
- 1975 : La Leyla
- 1978 : Eternity Rise
- 1981 : Light Fantastic
- 2000 : Control Me
- 2014 : Firewall